# Nemopterella munroi
Nemopterella munroi är en insektsart som beskrevs av Bo Tjeder 1967. Nemopterella munroi ingår i släktet Nemopterella och familjen Nemopteridae. Inga underarter finns listade i Catalogue of Life.